# Guettarda longiflora
Guettarda longiflora är en måreväxtart som beskrevs av August Heinrich Rudolf Grisebach. Guettarda longiflora ingår i släktet Guettarda och familjen måreväxter. IUCN kategoriserar arten globalt som akut hotad.
Artens utbredningsområde är Jamaica. Inga underarter finns listade i Catalogue of Life.